# Bravul soldat Svejk (film din 1957)
Bravul soldat Svejk (titlul original: în cehă Dobrý voják Svejk) este un film de comedie cehoslovac, realizat în 1957 de regizorul Karel Steklý, după romanul Peripețiile bravului soldat Švejk al scriitorului Jaroslav Hašek, protagoniști fiind actorii Rudolf Hrušínský, František Filipovský, Svatopluk Beneš și Josef Hlinomaz.
Filmul a fost nominalizat în 1957 la Globul de cristal. Filmul continuă cu un sequel din 1958 intitulat La ordinele dumneavoastră! (Poslušně hlásím) de aceelași regizor.

## Rezumat
Sarajevo 1914. Asasinul Gavrilo Princip îi împușcă pe moștenitorul austriac la tron Franz Ferdinand și pe soția sa Žofia Chotková (Atentatul de la Sarajevo). Josef Švejk, care își câștigă existența vânzând câini în Praga, își tratează genunchii reumatici cu un ceai de după-amiază acasă. Proprietarul său Müller, tulburat îi spune vestea asasinatului. Švejk discută cu el despre cum a avut loc asasinarea și care armă este cea mai bună pentru a împușca arhiducele sau împăratul. Švejk se așează cu detectivul sub acoperire Bretschneider în cârciuma U Kalicha (La potir), care împletește în mod provocator conversații politice pentru a aresta pe cineva pentru trădare. Îl ia pe Švejk și seara merg la hangiul Palivce. În ciuda faptului că suferă de reumatism, Svejk decide să se înroleze în armată...

## Distribuție
- Rudolf Hrušínský – Josef Švejk
- František Filipovský – detectivul secret Bohoušek Bretschneider
- Svatopluk Beneš – sub-locotenent Jindřich Lukáš
- Josef Hlinomaz – hangiul Palivec
- Božena Havlíčková – Kati Wendlerová
- Eva Svobodová – doamna Müllerová
- Miloš Kopecký – preotul Otto Katz
- Felix Le Breux – consiliu de poliție
- Libuše Bokrová – baroneasa von Botzenheim
- Bedřich Karen – profesorul Heuer
- Jiřina Steimarová – prostituata Anděla
- Vladimír Leraus – colonel Kraus von Zillergut
- Jiří Lír – auditor sub-locotenent Bernis
- Olga Karásková – soția hangiului Palivec
- Václav Poláček – un bătrân judecător de instrucție la o instanță penală
- Josef Kemr – un soldat senior din escortă
- Josef Šidlichovský – un soldat junior de escortă
- František Kreuzmann – creditorul lui Katz
- Vladimír Řepa – prizonierul cu pălărie
- Eman Fiala – prizonierul hârțogar
- Miloš Nedbal – doctorul chel
- Theodor Strejcius – polițistul la sediul poliției
- Miroslav Homola – soldatul cu injecții
- Milka Balek-Brodská – vecinul lui Švejk pe trotuar
- Rudolf Deyl jr. – Blahník, hoțul de câini
- Milan Neděla – sergentul de la taxe
- Antonín Jedlička – un chelner/patiser
- Otto Lackovič – un ofițer la petrecere
- Miloš Patočka – un ofițer la petrecere
- Stella Zázvorková – prostituata cu biciul pe masă
- Alena Kreuzmannová – o fată
- Miloslav Homola – ordonanța lui Katz

## Premii și nominalizări
- 1957 Nominalizare a filmului la Globul de cristal;

## Lansare
Filmul Bravul soldat Svejk a avut premiera în Praga pe data de 23 august 1957.
În România premiera filmului a avut loc la data de 4 august 1958 la cinematograful „Magheru”, „Elena Pavel” (sală și grădină) și „13 Decembrie” (grădină) din capitală.